# Pedro Orrente

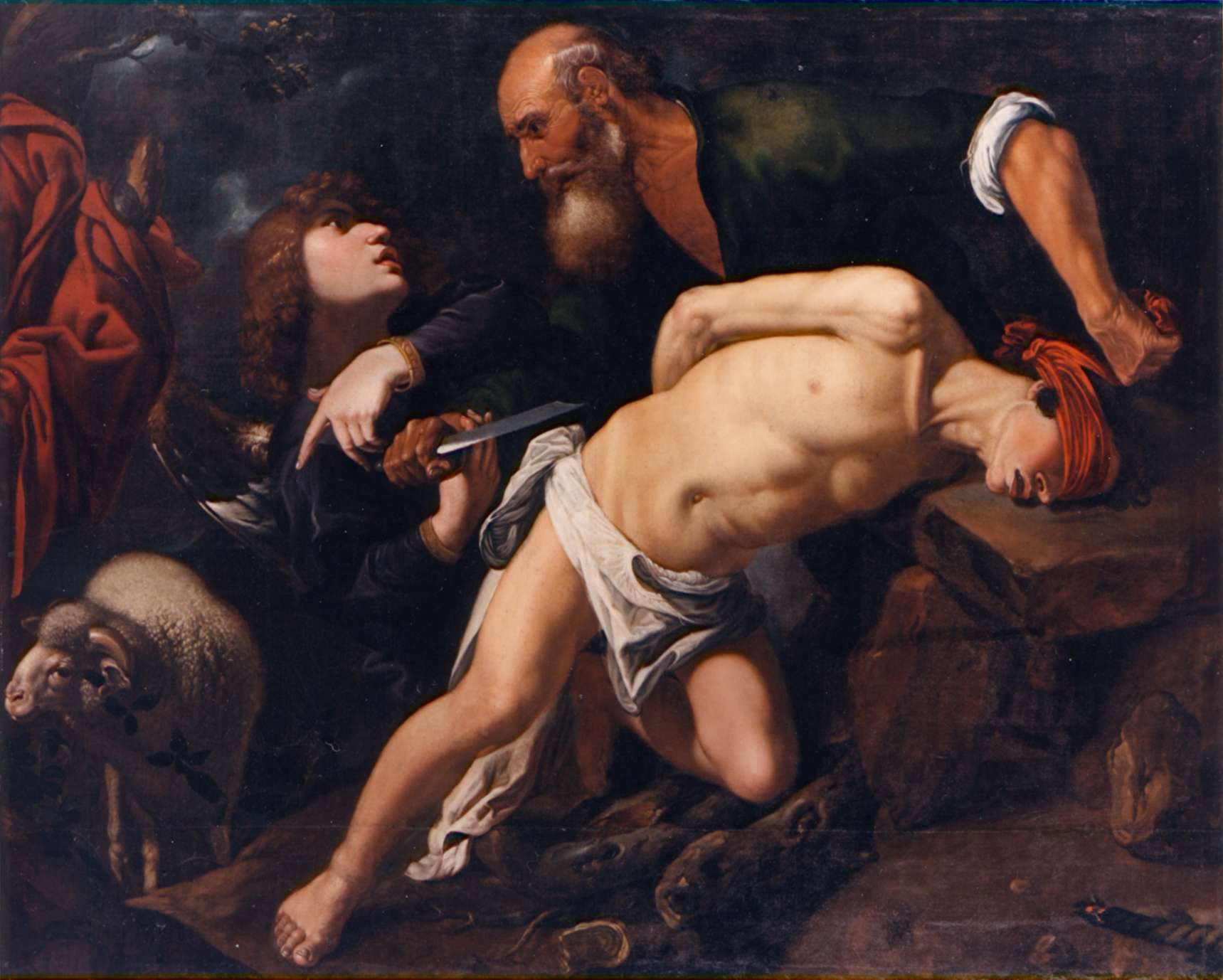
Ofiara Izaaka (ok. 1616)

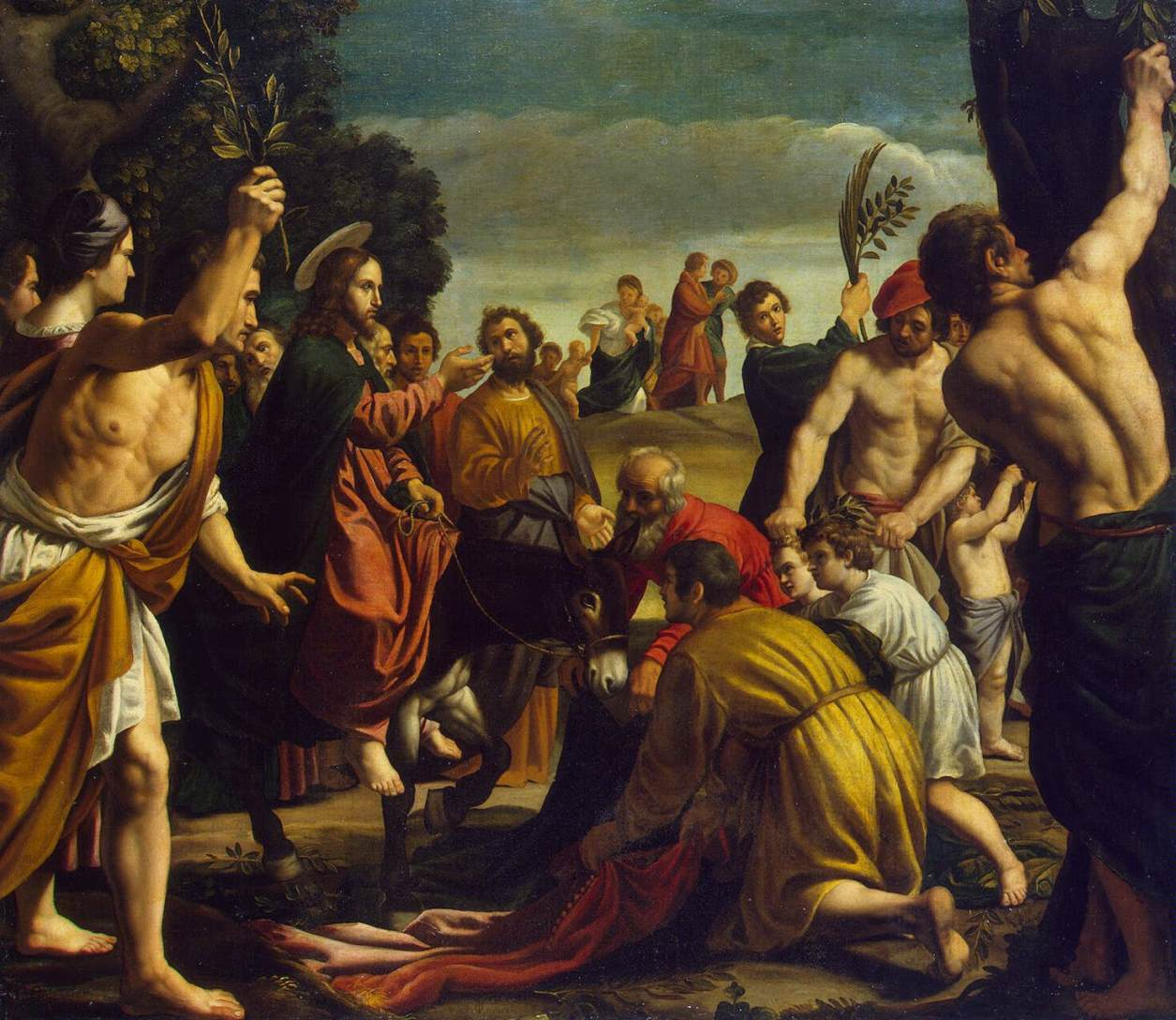
Wjazd do Jerozolimy (ok. 1620)

Pedro de Orrente (ur. 18 kwietnia 1580 w Murcji, zm. 19 stycznia 1645 w Walencji) – hiszpański malarz doby baroku, aktywny w Walencji w 1 poł. XVII w.

## Życiorys
Istnieją dwie hipotezy dotyczące miejsca narodzin malarza. Według pierwszej Orrente przyszedł na świat w Murcji na południu Półwyspu Iberyjskiego. Według drugiej artysta urodził się w Montealegre del Castillo w regionie Kastylia-La Mancha w centralnej części kraju.
Kształcił się w Toledo, podziwiając dzieła El Greco, wiszące w kościołach i pałacach miasta. Tutaj poznał malarza Jorge Manuela, syna El Greco, który wywarł na nim ogromny wpływ, jeśli chodzi o wybór tematyki dzieł i zastosowanych technik artystycznych. Biograf malarza, Antonio Palomino opisał podróż do Madrytu, w którym powinny znajdować się niektóre wczesne dzieła artysty do końca niezidentyfikowane.
Orrente odcisnął swoje piętno na szkołach malarskich miast, które odwiedzał. Pierwszą z nich była szkoła toledańska, której stał się jednym z głównych przedstawicieli razem ze współczesnymi sobie Juanem Sánchezem Cotánem oraz Luisem Tristánem. W malarstwie De Orrente krytycy widzą wpływy Jacopo Bassano. Orrente nie znał jednak osobiście tego przedstawiciela weneckiego malarstwa renesansowego. Z biografii nie wynika też, jakoby miał przedsięwziąć podróż do Italii. Być może znał dzieła Bassana lub jego uczniów znajdujące się w Hiszpanii.
Dojrzałe dzieła Orrente znajdują się w Murcji, Cuence, Kordobie oraz w Sewilli. Swego rodzaju gniazdem dla jego twórczości była jednak Walencja, gdzie odniósł największy sukces i gdzie zamawiano najwięcej jego obrazów. W czasie swojego pierwszego pobytu w mieście w 1616 namalował Męczeństwo św. Sebastiana dla jednej z prywatnych kaplic miejscowej katedry. Dzieło to charakteryzuje się ciemnymi tonacjami barw, które znamy również z twórczości Caravaggio w neapolitańskim okresie aktywności. Tego samego roku datowana jest Ofiara Izaaka, wystawiana w Muzeum Sztuk Pięknych w Bilbao. Dzieło to jest może najbardziej charakterystycznym obrazem Orrente, w którym dały o sobie znać wpływy Caravaggio, odznacza się naturalizmem i grą światłocienia. Istnieją hipotezy, iż Orrente rzeczywiście posłużył się jakimś obrazem Caravaggia jako modelem, malowidło to miało później zaginąć.
W 1617 artysta namalował w Toledo Cud św. Leokadii, patronki miasta. Dzieło to zamówił kler miejscowej katedry. Nie znamy dokładnie późniejszych etapów życia Orrente. Podróże między 1617 i 1626 są słabo udokumentowane. Wiadomo, iż między 1626 i 1631 gościł w Toledo, gdzie namalował kilka obrazów o tematyce biblijnej. Malowidła te wystawiane są dzisiaj w muzeach Toledo i Madrytu. Spotkanie z Jusepe de Riberą i Francisco Ribaltą zaostrzyło jeszcze zacięcie iście włoskie w stylu Caravaggia, które przez Orrente zostało wprowadzone i rozpropagowane w malarstwie hiszpańskim jego czasów.
Nazywano go "hiszpańskim Bassanem". Chętnie podejmował tematy biblijne, które przedstawiał jako tłumne sceny rodzajowe, rozgrywające się w pejzażu.
Pod koniec życia malarz osiadł w Walencji, gdzie stał na czele szkoły malarskiej, z której wyszli tacy artyści jak: Esteban March i Pablo Pontons. Zmarł 19 stycznia 1645.

## Twórczość malarska
- Rozmnożenie chleba i ryb –  ok. 1613, olej na płótnie 106 × 136 cm, Ermitaż, Petersburg
- Męczeństwo świętego Sebastiana –  ok. 1616, olej na płótnie 306 × 219 cm, Museo de la Catedral, Walencja
- Ofiara Izaaka –  ok. 1616, olej na płótnie 133 × 167 cm, Muzeum Sztuk Pięknych w Bilbao
- Wjazd do Jerozolimy –  ok. 1620, olej na płótnie 112 × 127 cm, Ermitaż, Petersburg
- Gody w Kanie –  ok. 1620, olej na płótnie 104 × 147 cm, Kościół Nuestra Señora de la Asunción w La Guardia, Toledo
- Wieczerza w Emaus –  ok. 1620, olej na płótnie 81 × 101 cm, Szépművészeti Múzeum, Budapeszt
- Męczeństwo świętego Jakuba Młodszego –  ok. 1639, olej na płótnie 205 × 159 cm, Muzeum Sztuk Pięknych w Walencji
- Osioł i owca -  35 × 51 cm, Prado, Madryt
- Pokłon pasterzy -  ok. 1617, 111 × 162 cm, Prado, Madryt
- Św. Jan Chryzostom -  110 × 128 cm, Prado, Madryt
- Św. Jan Ewangelista na Patmos -  99 × 131 cm, Prado, Madryt
- Ukrzyżowanie -  153 × 128 cm, Prado, Madryt